# Marcus Ravenswaaij
Marcus Ravenswaaij, znany także jako Maximilien Ravenswaay (ur. 6 sierpnia 1862 w Kralingen, zm. 14 marca 1919 w Rotterdamie) – holenderski strzelec, olimpijczyk.

## Kariera
Ravenswaaij wystartował na pierwszych mistrzostwach świata w strzelectwie (1897). W zawodach drużynowych w karabinie dowolnym w trzech postawach zajął 4. miejsce, uzyskując 2. wynik w zespole. Indywidualnie osiągnął 5. rezultat. W postawie leżącej zajął 11. miejsce ex aequo z Johanem Jensenem, w klęczącej 7. miejsce, zaś w postawie stojącej 9. miejsce.
W 1900 roku wystąpił na igrzyskach olimpijskich w Paryżu, gdzie wystartował w pięciu konkurencjach. Indywidualnie najwyższą pozycję osiągnął w strzelaniu z karabinu dowolnego klęcząc z 300 m, w którym uplasował się na 5. miejscu. Drużynowo zajął 5. miejsce w karabinie dowolnym w trzech postawach z 300 m.

## Wyniki

### Igrzyska olimpijskie
| Igrzyska   | Konkurencja                                     | Wynik                                         | Miejsce | Źródło |
| ---------- | ----------------------------------------------- | --------------------------------------------- | ------- | ------ |
| Paryż 1900 | Karabin dowolny, trzy postawy, 300 m            | 881 pkt. (303–306–272)                        | 9       | [ 5 ]  |
| Paryż 1900 | Karabin dowolny, trzy postawy, 300 m, drużynowo | 4221 pkt. (druż.) 881 pkt. ind. (303–306–272) | 5       | [ 4 ]  |
| Paryż 1900 | Karabin dowolny leżąc, 300 m                    | 303 pkt.                                      | 14      | [ 6 ]  |
| Paryż 1900 | Karabin dowolny klęcząc, 300 m                  | 306 pkt.                                      | 5       | [ 3 ]  |
| Paryż 1900 | Karabin dowolny stojąc, 300 m                   | 272 pkt.                                      | 14      | [ 7 ]  |